# دوچرخه‌سواری در المپیک تابستانی ۱۹۳۲
دوچرخه‌سواری در بازی‌های المپیک تابستانی ۱۹۳۲ نام رویداد ورزش دوچرخه‌سواری در بازی‌های المپیک تابستانی بود که در سال ۱۹۳۲ برگزار شد. این مسابقات که فقط برای مردان بود از دو بخش دوچرخه‌سواری جاده و چهار بخش دوچرخه‌سواری پیست تشکیل شده بود که در لس آنجلس برگزار شد.

## نتایج

### جاده
| رویداد             | طلا                                                        | نقره                                                 | برنز                                                |
| رقابت انفرادی جاده | آتیلیو پاوسی · ایتالیا                                     | گولیلمو سگاتو · ایتالیا                              | برنارد بریتز · سوئد                                 |
| رقابت تیمی جاده    | ایتالیا (ITA) · جوزپه اولمو · آتیلیو پاوسی · گولیلمو سگاتو | دانمارک (DEN) · هنری هانسن · لئو نیلسن · فرود سورنسن | سوئد (SWE) · آرنه بری · برنارد بریتز · اسون هوگلوند |

### پیست
| رویداد             | طلا                                                                         | نقره                                                              | برنز                                                                            |
| تعقیبی تیمی        | ایتالیا (ITA) · پائولو پدرتی · نینو بورساری · مارکو چیماتی · آلبرتو گیلاردی | فرانسه (FRA) · آنری مویفارین · پل شوک · آمده فورنیه · رنه لو گروه | بریتانیای کبیر (GBR) · فرانک ساوتهال · ویلیام هارول · چارلز هلند · ارنست جانسون |
| اسپرینت            | یاکوبوس فان اخموند · هلند                                                   | لویی شایو · فرانسه                                                | برونوو پلیتزاری · ایتالیا                                                       |
| تاندم              | لویی شایو · و موریس پرن (FRA)                                               | ارنست چمبرز · و استنلی چمبرز (GBR)                                | هارالد کریستنسن · و ویلی گروین (DEN)                                            |
| ۱۰۰۰ متر تایم تریل | دانک گری · استرالیا                                                         | یاکوبوس فان اخموند · هلند                                         | شارل رامپلبرگ · فرانسه                                                          |

## جدول مدال‌ها
| رتبه | کشورها               | طلا | نقره | برنز | مجموع |
| ۱    | ایتالیا (ITA)        | ۳   | ۱    | ۱    | ۵     |
| ۲    | فرانسه (FRA)         | ۱   | ۲    | ۱    | ۴     |
| ۳    | هلند (NED)           | ۱   | ۱    | ۰    | ۲     |
| ۴    | استرالیا (AUS)       | ۱   | ۰    | ۰    | ۱     |
| ۵    | دانمارک (DEN)        | ۰   | ۱    | ۱    | ۲     |
| ۵    | بریتانیای کبیر (GBR) | ۰   | ۱    | ۱    | ۲     |
| ۷    | سوئد (SWE)           | ۰   | ۰    | ۲    | ۲     |